# 爆裂都市
爆裂都市是一部日本反乌托邦朋克摇滚音乐剧/动作电影 。1982年上映，导演为石井聪互。这部影片主要是表现当时的各种朋克摇滚乐队（例如The Roosters，The Rockers和The Stalin），也单纯展示了在1970年代中后期和1980年代初期的日本朋克摇滚社区的文化和态度。该片被认为是该亚文化的典型影片。

## 情节
荒芜的未来世界里，朋克青年与底层劳工用音乐和暴力对抗黑社会地产商和警察。

## 外部連結
- 互联网电影数据库（IMDb）上《爆裂都市》的资料（英文）
- AllMovie上《爆裂都市》的资料（英文）